# Médaille de l'Assemblée nationale

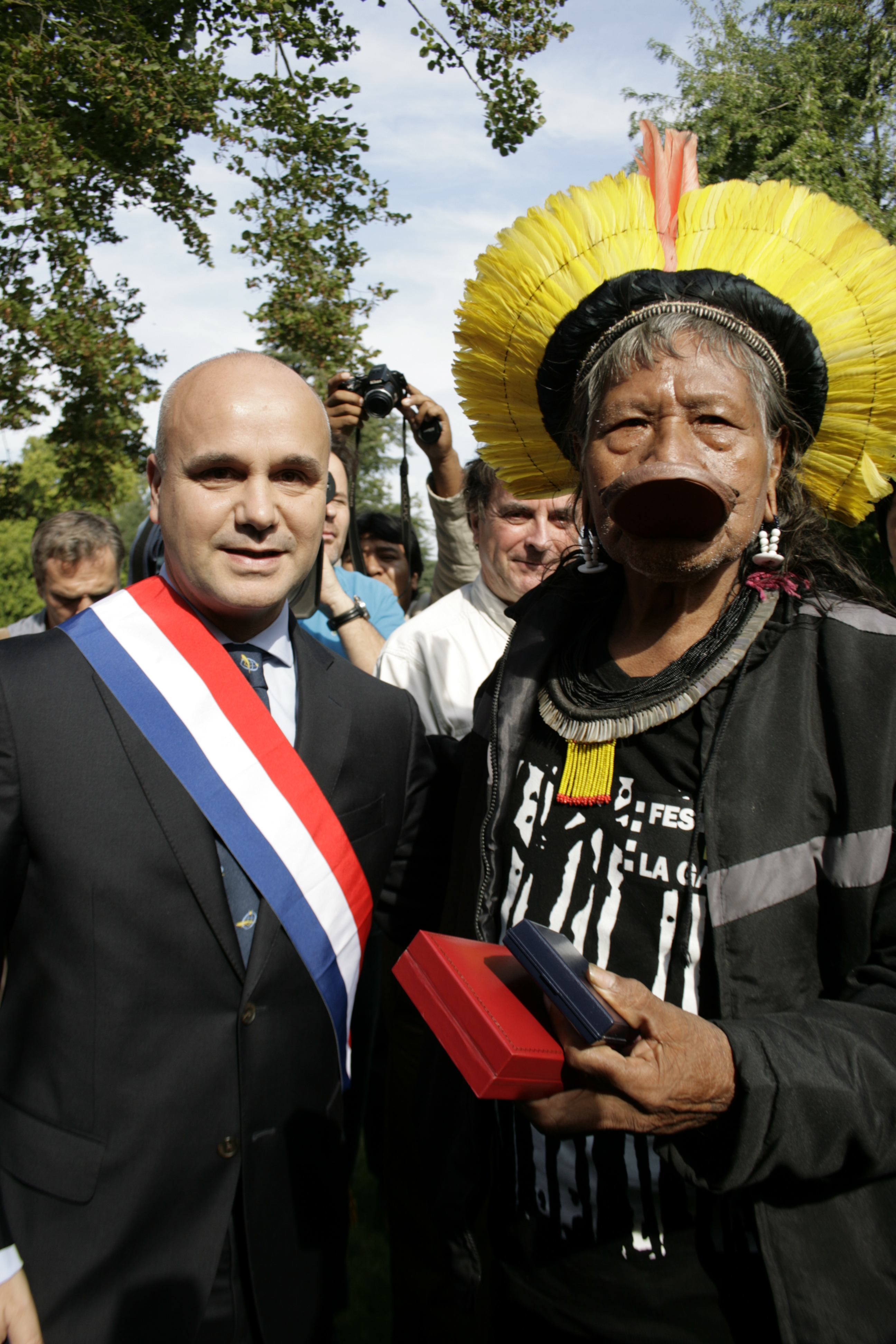
Le Chef Raoni recevant la Médaille de l'Assemblée nationale de Nicolas Perruchot.

La Médaille  de l'Assemblée nationale est une médaille remise à chaque député français en début de législature. Il s'agit d'une tradition remontant à la Révolution. Cette médaille constituait à l'origine la pièce d’identité des représentants du peuple. À cet effet, la médaille était gravée en étain pour être remise aux corps de garde des Portes de Paris et aux services de police, permettant ainsi aux gardes et aux sergents de ville de reconnaître l’identité d’un parlementaire. Par la suite, ce caractère de pièce d’identité s’est effacé, au profit d’autres marques de fonction que sont la carte d’identité tricolore, l’insigne et l’écharpe.
Aujourd'hui, la médaille de législature est en argent, gravée par les Monnaies et Médailles de Paris au nom de chaque député. Le motif de la gravure est choisi en début de législature par le Bureau de l'Assemblée nationale à l'issue d'un concours lancé auprès des artistes.
Certains députés offrent à des individus qu'ils souhaitent mettre à l'honneur, une médaille similaire éditée par la boutique de l'Assemblée nationale ; il s'agit d'un cadeau et non d'une décoration officielle.